# ماروین اکپیتتا
ماروین اکپیتتا (انگلیسی: Marvin Ekpiteta؛ زادهٔ ۲۶ اوت ۱۹۹۵) بازیکن فوتبال اهل بریتانیا است.
از باشگاه‌هایی که در آن بازی کرده‌است می‌توان به باشگاه فوتبال چلمزفورد سیتی اشاره کرد.
وی همچنین در تیم‌های ملی فوتبال Nigeria national under-20 football team و England national football C team بازی کرده‌است.